# Lars Glassér
Lars Glasser (4 ottobre 1925 – 15 gennaio 1999) è stato un canoista svedese.

## Palmarès

### Olimpiadi
- Argento a Helsinki 1952 nel K2 1000 metri.

### Mondiali - Velocità
- Oro a Londra 1948 nel K1 4x500 metri.
- Oro a Copenaghen 1950 nel K1 4x500 metri.
- Oro a Copenaghen 1950 nel K2 500 metri.
- Oro a Copenaghen 1950 nel K2 1000 metri.
- Oro a Mâcon 1954 nel K1 4x500 metri.
- Argento a Londra 1948 nel K1 500 metri.